# Museu da Fábrica do Chocolate
El Museo de la Fábrica de Chocolate abrió en 2014 y se localiza en la ciudad de Viana do Castelo en Portugal. 
Se trata de un museo temático dedicado a la producción, la transformación, la historia y el consumo del chocolate.
El museo ocupa una superficie total de 500 m², divididos en 5 espacios distintos, interconectados y organizados en un circuito.

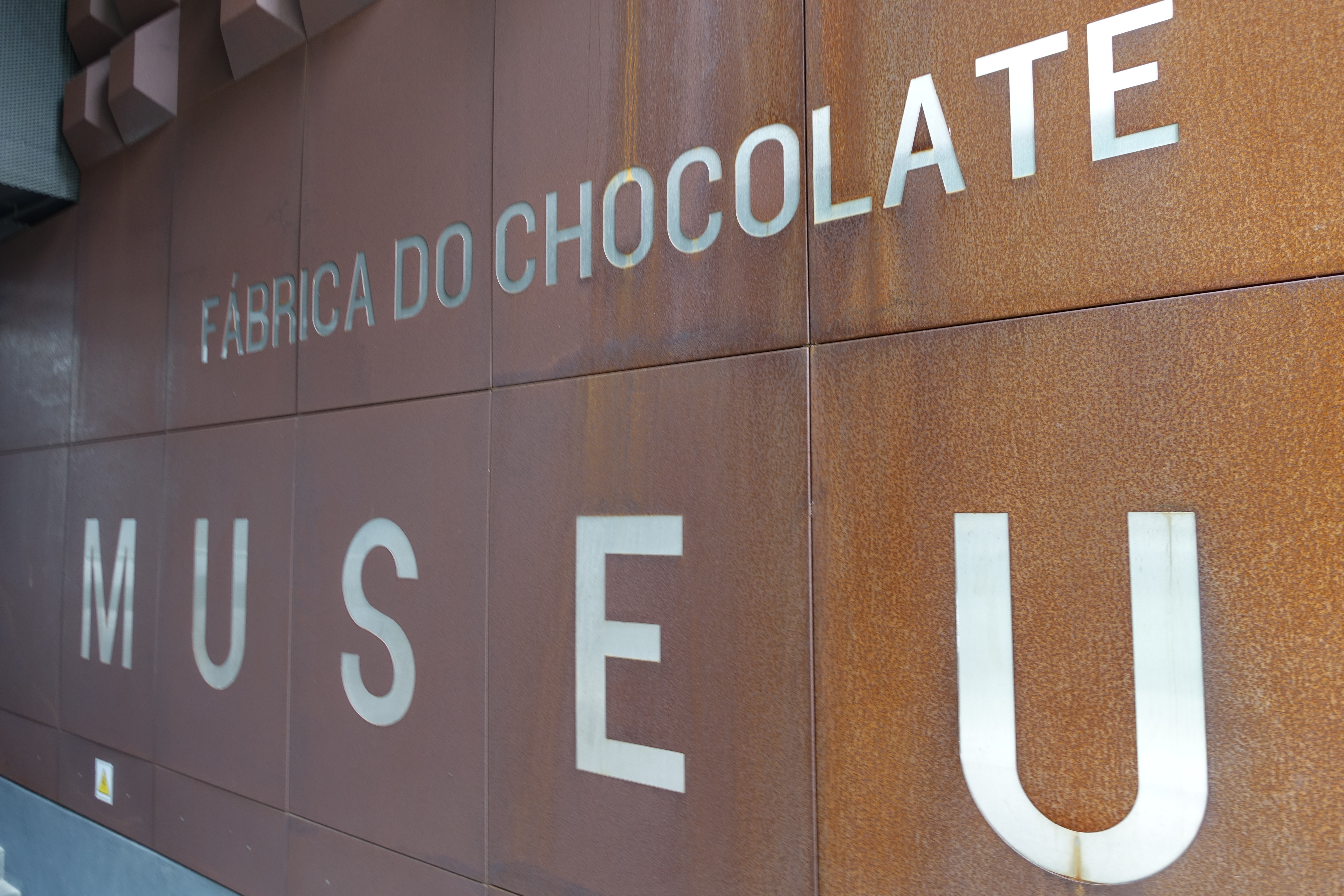
La entrada del museo

## Historia
El edificio fue sede de la fábrica de chocolate Avianense hasta el 2004.
Fue recuperado integrando un proyecto turístico que incluye el Hotel Fábrica de Chocolate, un restaurante y el museo.

## Espacios del museo
El museo presenta un concepto lúdico e interactivo donde el visitante es invitado a hacer un viaje en el tiempo para conocer la historia del descubrimiento del cacao y de las diferentes regiones de producción a través de la realidad aumentada, salas 4D, experiencias 3D y paneles de vídeo.
En la sala donde se recrea la plantación de cacao se oye el canto de pájaros exóticos, se respira el olor de la tierra y se siente calor y humedad, condiciones propias de las regiones donde se cultiva la planta.
En la segunda sala, el visitante se siente transportado a las primeras civilizaciones que utilizaron el cacao en la alimentación, recreando momentos de la historia de los aztecas y mayas.
También hay una sala dedicada al recorrido del explorador español Hernán Cortés, que a la llegada a América del Sur, descubrió el cacao y lo introdujo en Europa.
El museo dispone también de una sala que representa la expansión del chocolate por todo el mundo y termina en un espacio que recrea todo el proceso de producción, con el aspecto de una unidad fabril.